# Szabó Péter (matematikus)
Szabó Péter (Marosvásárhely, 1867. május 2. – Budapest, 1914. szeptember 24.) magyar matematikus, a tanárképző intézeti főgimnázium (a „Minta”) tanára, a Bolyai-kutatás kiemelkedő adatfeltárója, forrásgyűjtője, a budapesti akadémiai Bolyai-gyűjtemény létrehozásának egyik megalapozója.

## Tanulmányai és munkássága
A Kolozsvári Tudományegyetemen folytatott tanulmányai után 1891-ben tanári oklevelet szerzett. 1892–1893-ban a Berlini Egyetemen, 1894–95-ben a Párizsi Egyetemen folytatott tanulmányokat. 1894-ben Kolozsvárott doktorátust szerzett és a kolozsvári polgári fiúiskolában tanított. 1896-tól Budapesten az egyik felsőbb leányiskola, 1900-tól a tanárképző intézeti  főgimnázium (A „Minta”) tanára. 
Néhány értekezésben a Bolyai-geometria egyes kérdéseivel és a determinánsok elméletével foglalkozott. Kiemelkedő a két Bolyaival kapcsolatos itthoni és külföldi levéltári adatfeltáró, forrásgyűjtő munkássága. Tanulmányai alapvetőek a Bolyai-kutatásban. Fontos Bolyai-dokumentumok beszerzésével meghatározó szerepe volt az Akadémiai Könyvtár Bolyai-gyűjteményének létrehozásában.

## Főbb tanulmányai
- Az abszolút geometria egyik alaptételéről. Mathematikai és Physikai Lapok, 1903.
- Adalékok Gauss és Bolyai levelezéséhez és Bolyai Farkas életrajzához. Mathematikai és Természettudományi Értesítő, 1907.
- Bolyai János ifjúsága 1802-1822. Mathematikai és Physikai Lapok, 1910.
- Bolyai Farkas törekvései az erdészi pályára. Akadémiai Értesítő, 1914.